# Idaea figuraria
Idaea figuraria là một loài bướm đêm trong họ Geometridae.